# Fenrir

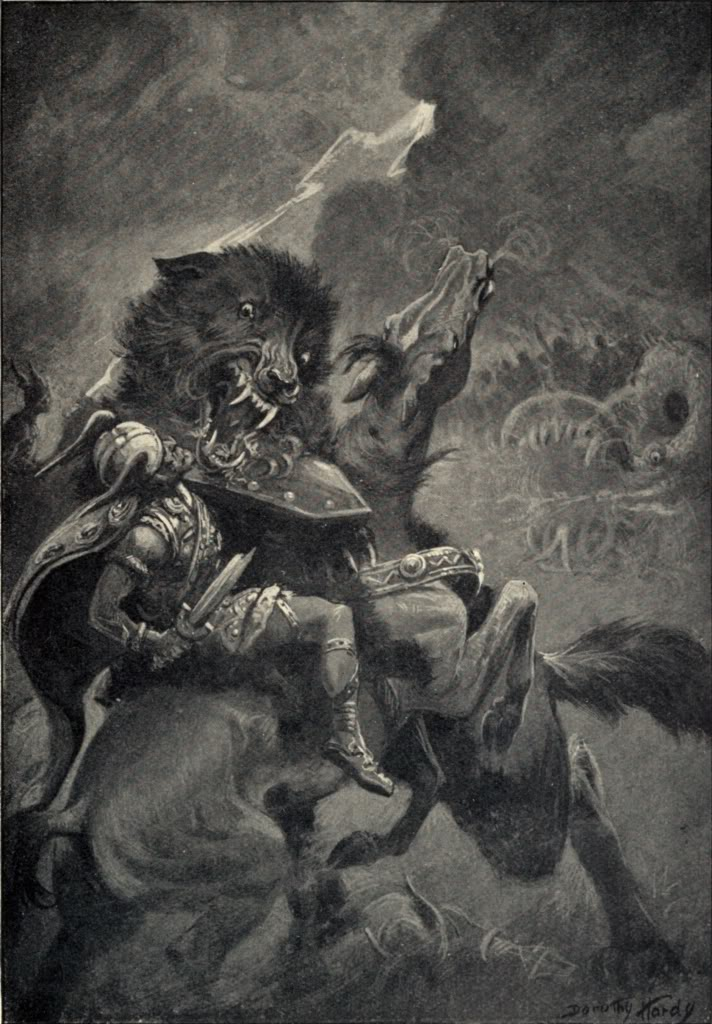
Odin és Fenrir - Dorothy Hardy (1909)

Fenrir (ó-norvégül Fenrisúlfr a prózai Eddában Fréki) óriás farkas a skandináv és északi mitológiában. Apja Loki, anyja Angrboda óriásnő. Testvérei Jörmungandr, a Midgard-kígyó és Hél, az alvilág királynője. Apai féltestvérei Váli (nem összetévesztendő Odin fiával) és Nárfi, valamint Szleipnir, akinek Loki igazából az anyja.
Születésekor olyan volt, mint egy édes kiskutya, ezért Odin odavette az Asgardba. A kezdeti kutyakölyök óriási farkassá nőtt, olyan szörnyeteggé, hogy az istenek is félni kezdtek tőle. Ezért úgy döntöttek, hogy Fenrirt meg kell kötni. Fenrirnek azt mondták, hogy ki akarják próbálni az erejét, s ha nem tudja elszakítani a láncot, akkor majd kioldozzák. Először megpróbálták egy vastag lánccal, de azt könnyűszerrel elszakította. Egy még vastagabb láncot hoztak, de Fenrir azt is elszakította. Végül a törpékkel kovácsoltattak egy varázslatos kötelet (Gleipnir), ami olyan vékony volt, mint egy selyemzsinór, de senki a világon nem tudta elszakítani. A farkas gyanakodni kezdett és csak úgy engedte, hogy megkössék, ha biztosítékként valamelyik isten a szájába dugja a kezét, amire csak a bátor Tyr isten vállalkozott. Amikor Fenrir nem bírta elszakítani a kötelet, rájött, hogy rászedték, ezért dühében leharapta Tyr jobb kezét.
Azóta ott volt Fenrir megkötve Jotunheimben (az óriások hona). A száját egy karddal kitámasztották, hogy a markolata az alsó ínyén, a hegye a felsőn támaszkodott. A szája úgy habzott, hogy a nyála folyót képzett, a Vánt.
A Ragnarökben Fenrir kiszabadul és együtt harcol Lokival és a Midgard-kígyóval az Ázok ellen. Száját akkorára tátja, hogy az a földtől az égig ér, és lenyeli Odint lovával, Szleipnirrel együtt. Odin halálát fia, Vidar bosszulja meg, annyira szétfeszíti a farkas állkapcsát, hogy az belepusztul.

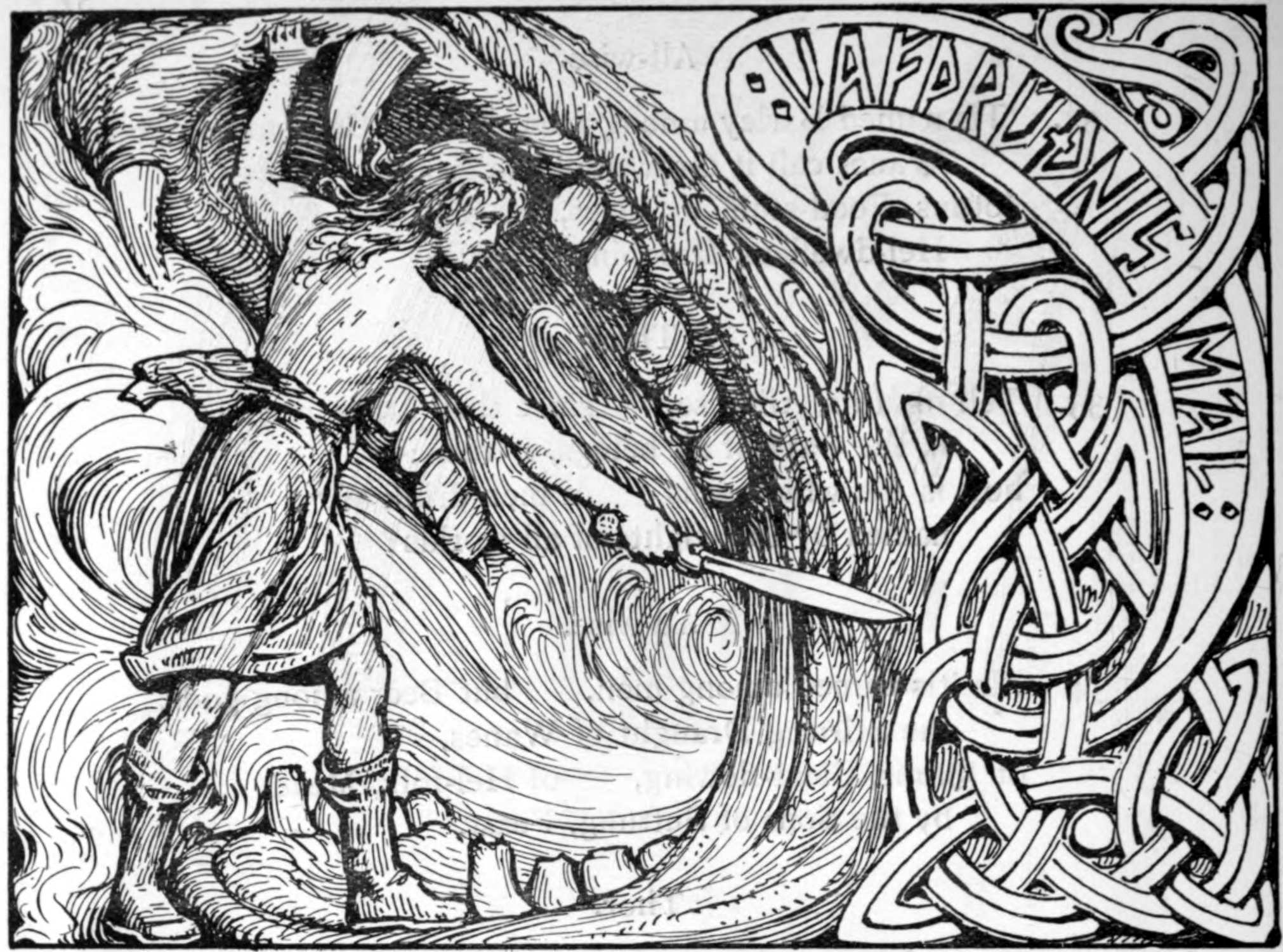
Vidar megöli Fenrirt - W. G. Collingwood (1908)

A völva jövendölése (Edda-énekek):
Keletről hajó jön,

hozza majd Muszpel népét,

közelít velük a vízen

a kormányos Loki.

A szörny fia mind,

Óriásfarkas nyomán.

Ott van velük Bileiszt

nagy testvérbátyja.

## Fordítás
- Ez a szócikk részben vagy egészben  a   Fenrisulven című svéd Wikipédia-szócikk fordításán alapul.  Az eredeti cikk szerkesztőit annak laptörténete sorolja fel. Ez a jelzés csupán a megfogalmazás eredetét és a szerzői jogokat jelzi, nem szolgál a cikkben szereplő információk forrásmegjelöléseként.
- Ez a szócikk részben vagy egészben  a   Fenrir című angol Wikipédia-szócikk fordításán alapul.  Az eredeti cikk szerkesztőit annak laptörténete sorolja fel. Ez a jelzés csupán a megfogalmazás eredetét és a szerzői jogokat jelzi, nem szolgál a cikkben szereplő információk forrásmegjelöléseként.